# Tumorō ashita
Tumorō ashita (TOMORROW 明日) és una pel·lícula japonesa del 1988 dirigida per Kazuo Kuroki.

## Argument
Basada en la història original és "Demà - 8 d'agost de 1945, Nagasaki" de Mitsuharu Inoue. Una pel·lícula de guerra que representa una família durant les 24 hores anteriors a les 11:02 a.m. del 9 d'agost de 1945. Aquesta és la primera obra de la trilogia "Rèquiem de guerra" de Kazuo Kuroki.

## Premis i nominacions
13è Premi de Cinema Hochi
- Guanyador: Millor pel·lícula